# 一座小行星的飲食方式
一座小行星的生活方式（Diet for a Small Planet）是由法蘭西斯‧拉佩所著，為1971年的年度畅销书。此書為第一本主要關注肉類製品對環境影響的著作，其主張肉製品是浪費資源的，且會導致全球糧食短缺。她為环保素食主义發聲，認為這是做出對地球和我们身體的最佳選擇--也就是透過茹素這個日常生活的行動，提醒我们自己擁有能力去创造一个更理智的世界。
这本销量达到三百万冊的書提出一個开创性的论點——全球饑荒並非肇因於食物短缺，而是源於无效率的粮食政策。此書除了提供肉类生产及其对饑荒影響的相關訊息，更提供健康飲食的简单守則，與上百個的无肉食谱。它綜合了食譜與分析，象徵著個人可結合治療與政治參與的能力。

## 本書架構
- 第一部分： 地球流失的劳动力——美国农企业中的蛋白質
- 第二部分： 將蛋白质理论應用在地球上——蛋白质與人类营养
- 第三部分： 从地球獲取飲食：蛋白質理论的应用——包括食物价值的表格，并解释蛋白质與热量及经济間的相關性
- 第四部分： 结合非肉类飲食，以增加蛋白質的價值——准则和食谱
- 附录、注释、索引

## 蛋白质结合法
拉佩知道她的讀者將對於素食飲食是否能提供足夠的蛋白质感到懷疑，因此本书致力於介紹蛋白质结合的方法。 採取“净蛋白质利用”的饮食方式，即同時攝取不同的食用性植物，使他们組合出的氨基酸模式，更能符合我們身體所需。 組合食物以達到最佳净蛋白质利用的一般原則為：乳制品、穀類、豆类與種籽的相互結合。
在某些地區的傳統飲食中，均衡地包含了70-80%的全穀類，配上20-30%的豆類，此種傳統可在以下三個地區看到：
- 拉丁美洲：玉米餅或米飯配豆子
- 中東：布格麥食（Bulgur wheat）配鷹嘴豆，或口袋餅配鷹嘴豆泥
- 亞洲：米飯配黃豆（中國南方、日本、印尼）；小麥或小米配黃豆（中國北方）；大麥配黃豆（韓國、中國南方）[2]

雖然拉佩主張的组合蛋白質確實可提供更像肉类蛋白質的飲食，但部分营养学家卻認為这是不必要的：植物性食物本身包含了所有人類所需的氨基酸，且提供的量足以满足人類生長及維持身體機能所需。 然而，缺乏特定氨基酸確實會對健康產生負面影響，因此必需審慎考量。

## 後續發展
1975年，法蘭西斯‧拉佩和约瑟夫‧科林斯發起加洲食品及政策發展研究所Food First，以教育美国人全球飢荒的相關原因。2006年，法蘭西斯的女儿安娜‧拉佩透過她的著作《一座發燒小行星的未來飲食法》，延伸了《一座小行星》一书。她揭露了粮食生产與气候變遷之間的關聯性，并概述什麼樣的飲食，才是對人类及地球更好的。